# Masakari
Il masakari (鉞?) (anche conosciuta come fuetsu (斧鉞?) e ono (斧?)) è una grossa ascia giapponese da guerra ad un solo taglio, per certi aspetti analoga a modelli cinesi e occidentali.

## Informazioni generali
A differenza delle scuri occidentali o cinesi non presenta un manico rotondo o ottagonale, ma un manico rettangolare. Anche la lama è particolare dato che è molto curva verso il basso, questa forma a gancio probabilmente serviva ad agganciare l'arma del nemico per disarmarlo.

## Nelle arti marziali
L'arte che ne trasmette l'uso in battaglia faceva parte di alcune tradizioni di bujutsu, tuttavia a partire dall'epoca Heian quest'arma fu gradualmente abbandonata in favore di altre più maneggevoli e utili nelle grandi battaglie campali. Rimase così per lo più relegata nelle dimore o nei templi, come arma da difesa o simbolica.